# Велятичи (Брестская область)

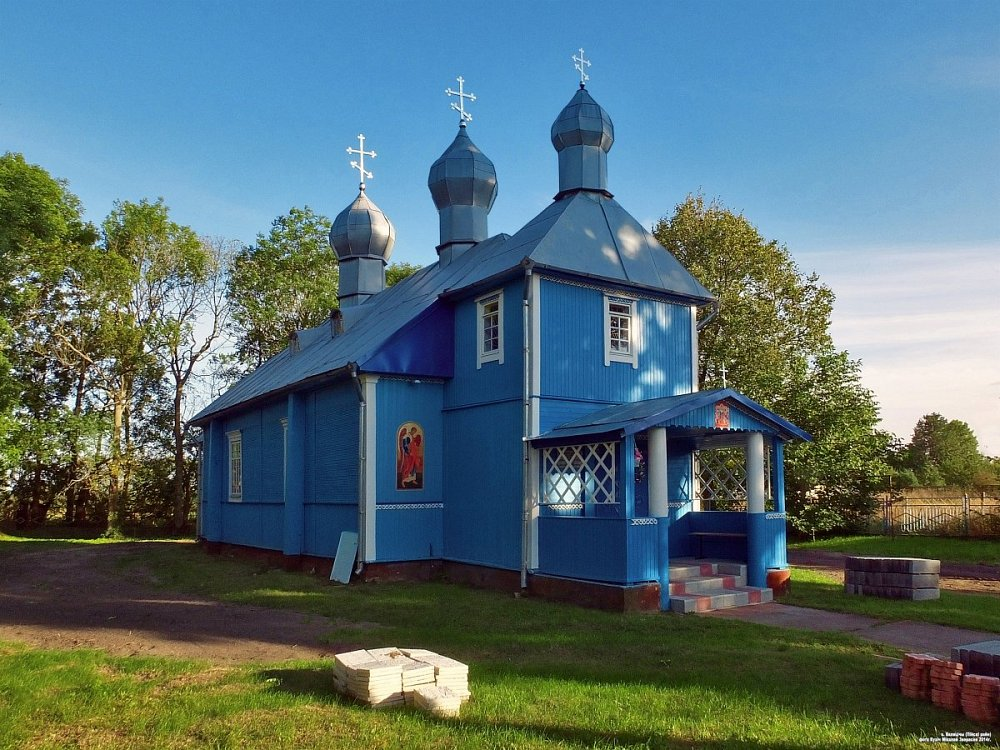
Церковь Рождества Богородицы

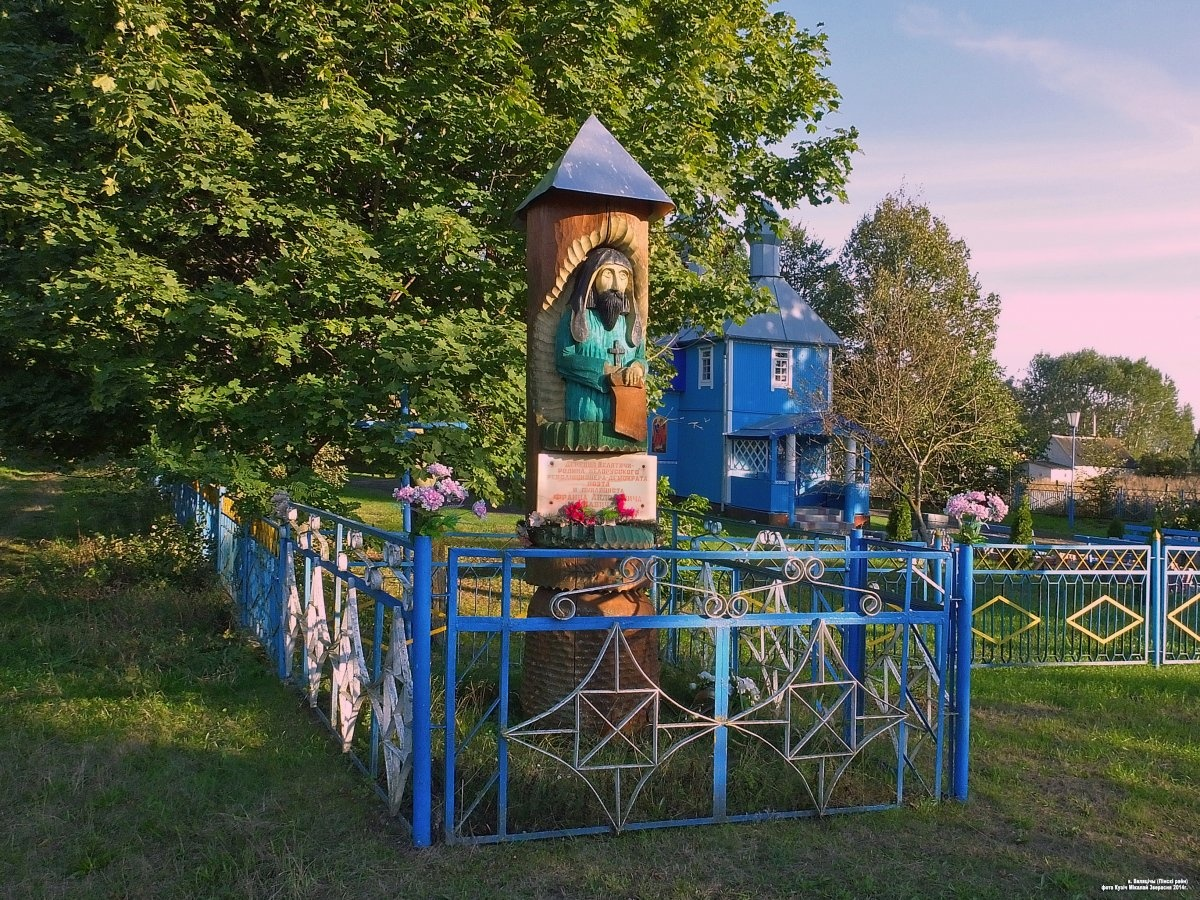
Мемориальный знак Францу Савичу

Веля́тичи (бел. Вяляцічы) — деревня в Пинском районе Брестской области Белоруссии. Входит в состав Плещицкого сельсовета. Население — 28 человек (2019).

## География
Деревня расположена в 10 км к юго-востоку от центра Пинска. В 13 км к югу проходит граница с Украиной. Велятичи находятся на заболоченной пойме Припяти примерно в километре от самой реки. К востоку от Вятичей находится сеть мелиорационных каналов. Через деревню проходит местная автодорога Плещицы — Велятичи — Большие Дворцы.

## История
Поселение старинное, находилось во владении пинских князей, затем королей Речи Посполитой. В первой половине XVI века стало родовым имением рода Велятичских, права Яна и Богдана Велятичских на имение были подтверждены королевой Боной в 1525 году. После смерти Яна Велятичского его дочка Тамила вышла замуж за Яна Домановича, таким образом владельцами Велятичей стали Домановичи. Позднее поместье вернулось в королевскую казну.
Со времени территориально-административной реформы середины XVI века в Великом княжестве Литовском Велятичи входили в состав Пинского повета Берестейского воеводства.
В XVII—XVIII веках поместье находилось в собственности пинского доминиканского монастыря, в конце XVIII века перешло во владение рода Скирмунтов, которые владели Велятичами вплоть до 1939 года.
После второго раздела Речи Посполитой (1793) в составе Российской империи, деревня входила в состав Пинского уезда. В 1815 году здесь родился полесский поэт и публицист Франц Савич. В 1826 году на средства Адама Скирмунта была выстроена церковь Рождества Богородицы.
Во время Первой мировой войны русские войска разобрали здание церкви на оборонительные укрепления, в 1922 году церковь была восстановлена.
Согласно Рижскому мирному договору (1921) деревня вошла в состав межвоенной Польши. С 1939 года в составе БССР.
В 1964 году церковная община была снята с регистрации. В 1987 году храм Рождества Богородицы вновь начал действовать.

## Достопримечательности
- Церковь Рождества Богородицы. Построена из дерева в 1922 году на месте более старой церкви 1826 года постройки
- Мемориальный знак Францу Савичу[6]

### Утраченное наследие
- Усадьба Скирмунтов XIX века [3]

## Известные лица
- Савич, Франц Андреевич — поэт, публицист.